# Eldridge Street Synagogue
Die Eldridge Street Synagogue ist ein jüdisches Gotteshaus und wurde 1887 in der Eldridge Street in Manhattan in New York City als Synagoge für osteuropäische, aschkenasische Juden errichtet. Ihr Bau war eine Folge des massiven Zuzugs von Juden aus osteuropäischen Staaten, insbesondere aus Russland. Nach einem Rückgang der Gemeindemitglieder und einem langsamen Verfall des Bauwerks nach 1918 wurde sie ab den 1980er Jahren restauriert und im 21. Jahrhundert unter Denkmalschutz gestellt.

## Lage
Die Synagoge steht in 12 Eldridge Street, Manhattan, heute mitten in Chinatown. Sie ist ungefähr in West-Ost-Richtung positioniert. Der Eingang in der Eldridge Street befindet sich an der westlichen Schmalseite, der Thoraschrein an der östlichen Schmalseite des Gebäudes.

## Geschichte
Die Gemeinde Kahal Adath Jeshurun unter Rabbi Eliahu dem Gesegneten, vormals Oberrabbiner im russischen St. Petersburg, war zunächst provisorisch untergebracht, wuchs im letzten Viertel des 19. Jahrhunderts aber schnell und benötigte dringend ein größeres Synagogengebäude. Die Gemeinde zählte zu ihren Hochzeiten mehrere Tausend Mitglieder. An hohen Feiertagen war das Verkehrsaufkommen so hoch, dass Polizei abgeordnet wurde, um den Verkehr in der Umgebung der Synagoge zu regeln.
Die restriktivere Einwanderungspolitik der USA nach dem Ersten Weltkrieg und die Abwanderung inzwischen akkulturierter ehemaliger Einwanderer und ihrer Nachkommen ließen die Mitgliederzahl der Gemeinde schwinden. Ab 1930 verringerte sich die Nutzung der Synagoge erheblich und die Gemeinde konnte die Heizkosten für den Hauptraum nicht mehr aufbringen. Ab etwa 1950 traten Bauschäden aufgrund vernachlässigter Bauunterhaltung auf, Regenwasser drang ein und ließ die hölzernen Treppen zum Hauptraum vermodern, die gesperrt werden mussten. Während eines Unwetters wurden ein Teil der Ostwand und die darin eingebettete Fensterrose zerstört. Die Hauptsynagoge musste deshalb aufgegeben werden und die Rest-Gemeinde zog sich für den Gottesdienst ins Untergeschoss zurück. Die Nachbarschaft der Synagoge entwickelte sich mehr und mehr zur Chinatown von Manhattan.
1986 gründete sich eine gemeinnützige Vereinigung, das Eldridge Street Project, das es sich zum Ziel setzte, das Gebäude als historisches Denkmal wiederherzustellen. Es gelang ihr, das dafür erforderliche Geld einzuwerben. Die Restaurierung des Gebäudes konnte nach 20 Jahren, 2007, abgeschlossen werden und erforderte $ 20 Mio. Die zerstörte Fensterrose der Ostwand wurde mit einem modern gestalteten Buntglasfenster geschlossen, im Jahr 2010 geschaffen von Kiki Smith in Zusammenarbeit mit der Architektin Deborah Gans, das den Abschluss der Restaurierungsarbeiten markierte. Das Untergeschoss wird für Gottesdienste genutzt, der Hauptsaal museal als Museum at Eldrige Street. Hier wird an die jüdische Geschichte des Stadtviertels, die Bedeutung des Synagogengebäudes und an die Geschichte der Einwanderung in die Vereinigten Staaten erinnert.

## Bauwerk

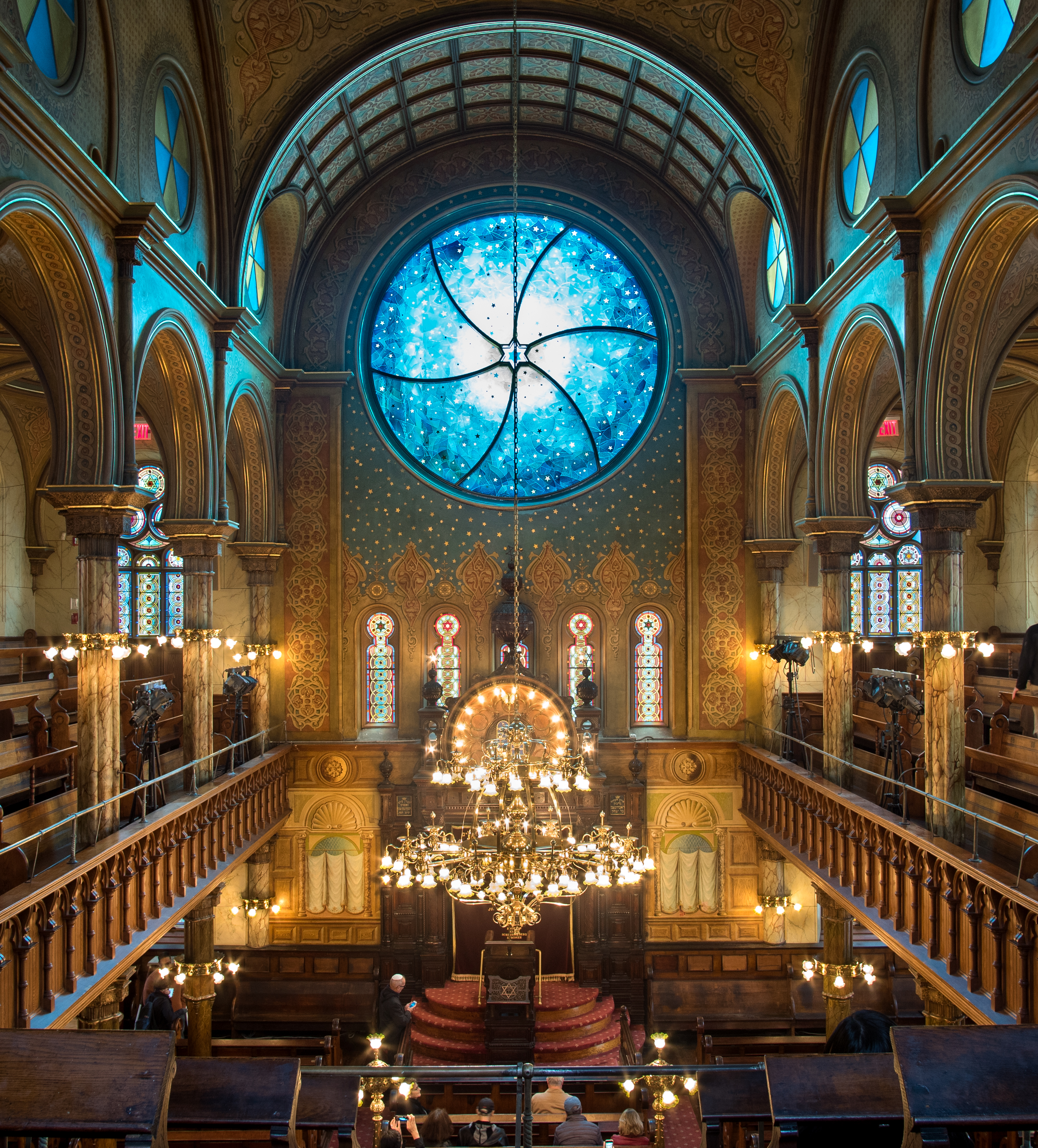
Blick ins Innere (2018)

Architekten des Synagogengebäudes waren die Brüder Peter und Francis William Herter. Sie errichteten ein Bauwerk in einem historistischen Stilmix, der Elemente der Neugotik und der neo-maurischen Architektur vermischt.
Der Gebetsraum hat eine Kapazität von 1000 Gläubigen.
Im Untergeschoss befand sich eine Jeschiwa, die seit der Restaurierung als Gottesdienstraum genutzt wird. Das zum Straßenniveau erhöhte Hauptgeschoss wird von dem Hauptsynagogenraum eingenommen. Dieser ist 20 m hoch und eingewölbt. In die westliche Schmalseite des Raumes war die Frauenempore eingebaut. Beide Schmalseiten des Raumes waren mit neugotischen Fensterrosen versehen. Alle Fenster sind als Buntglasfenster gestaltet, der Raum ist komplett ausgemalt. Die blaue Decke des Raumes zieren fünfzackige Sterne – eine Anspielung auf die Sterne in der Flagge der Vereinigten Staaten aus Dankbarkeit für die hier – im Gegensatz zu den Herkunftsländern vieler Gemeindeglieder – herrschende Religionsfreiheit.

## Bedeutung
Die Synagoge ist eine der ältesten erhaltenen aschkenasischen Synagogen in den USA. Vom National Park Service wird sie als bedeutendstes Baudenkmal des orthodoxen Judentums in den USA bewertet. Die Synagoge hat seit Juni 1996 den Status einer National Historic Landmark und ist seit März 1980 im National Register of Historic Places verzeichnet.